# Mandaatshuisje
Het Mandaatshuisje, tegenwoordig Café Onder de Linde,  is een rijksmonument in Amersfoort op de punt Groenmarkt, Papenhofstede en de Appelmarkt. Sinds 1755 heette het Onder de lindeboom, later werd dat Onder de Linde. 
Het huidige pand werd  gebouwd rond 1530, na de brand in het Kanunnikenhuis. De laatgotische trapgevel heeft overhoekse pinakels, net als het kapelhuis bij de Amersfoortse Onze Lieve Vrouwetoren.
Het mandaatshuisje is gebouwd van baksteen, met blinde, door profielstenen ommetselde ramen. Het bovendeel van de gevel is in drieën gedeeld door een opzetstuk in het midden dat aan weerskanten een soort pilaren heeft. In 1755 wordt voor het eerst een eigenaar-bewoner genoemd: Johannes van Luenen.

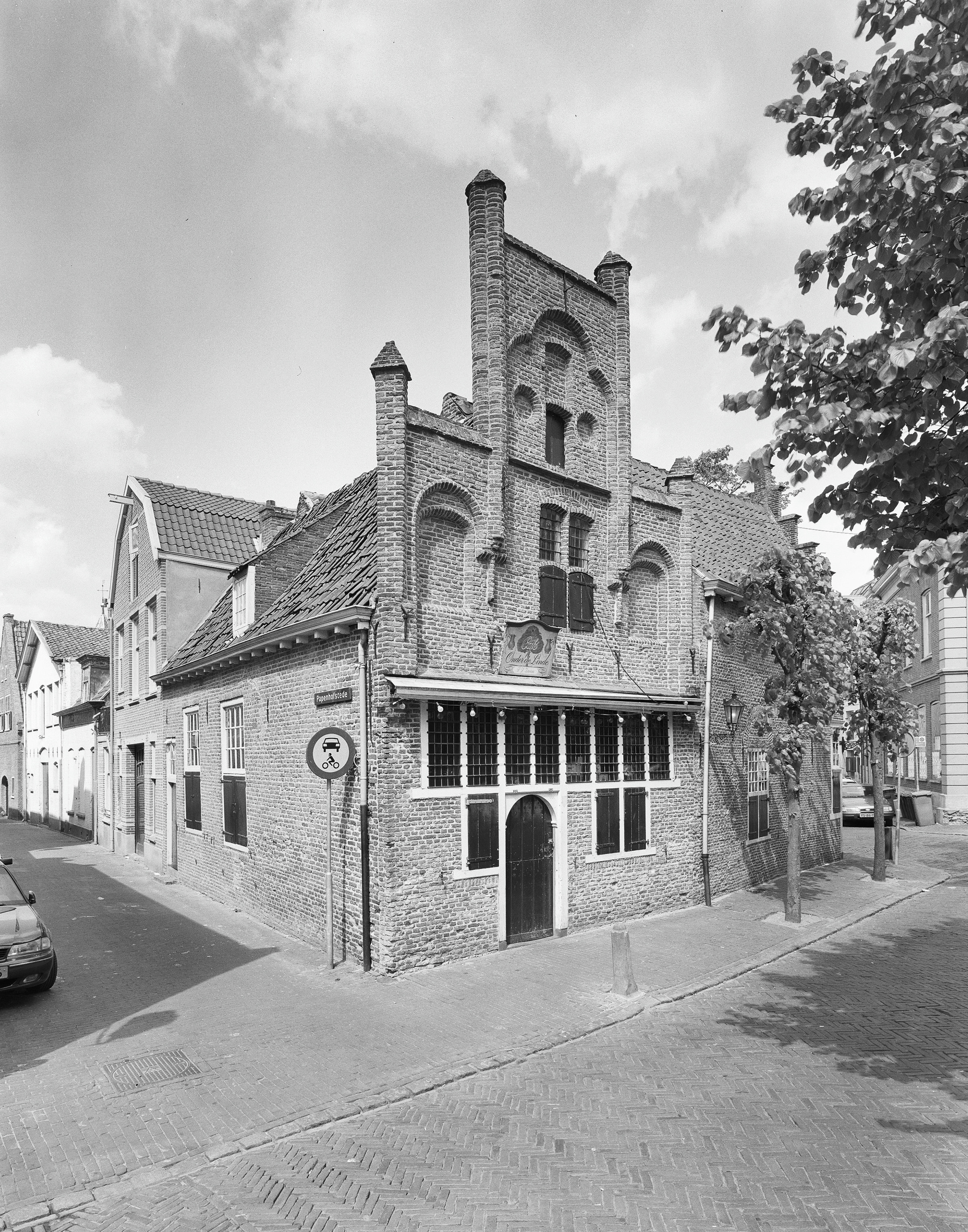
Voorgevel en linker zijgevel

## Mandaat
In 1317 werd het gebied rond de Groenmarkt, Appelmarkt en de Papenhofstede toegevoegd aan de pastoorsgoederen van de Sint-Joriskerk. Hierdoor viel het als 'immuniteit' onder de kerkelijke rechtspraak. Door dit mandaat of montade had de stedelijke rechtspraak er geen zeggenschap. Vervolgden konden er een heenkomen zoeken en waren veilig voor schout en schepenen. Ook was het gebied vrijgesteld van gemeentelijke belastingen.

## Kanunniken
In de Middeleeuwen werd het drassige gebied opgehoogd en verder ontgonnen. Na de oprichting van het kapittel in 1337 werden woningen gebouwd voor haar leden, de kanunniken. De kanunniken woonden bij elkaar in afzonderlijke huisjes ter hoogte van de Papenhofstede. 
In 1520 werd het mandaat verwoest door een grote brand. Een van de huizen die toen door de kanunniken werden herbouwd was het mandaatshuisje. In het mandaatshuisje werd later een café gevestigd.